# Eupithecia aella
Eupitecia aella es una especie de polilla de la familia Geometridae. La especie fue descrita por primera vez por Claude Herbulot en 1987 con distribución en Ecuador. El holotipo de la especie fue descrita en el km 55 de la carretera Salcedo-Río Mulato a aproximadamente 3400 metros (11 154,9 pies) de altitud.